# Nicolás Massú
Nicolás Alejandro Massú Fried (* 10. říjen 1979 Viña del Mar) je chilský profesionální tenista, dvojnásobný olympijský vítěz ve dvouhře i čtyřhře z Letních olympijských her 2004 v Aténách, když titul v deblu získal společně s krajanem Fernandem Gonzálezem, čímž je jediným hráčem, kterému se tento výkon povedl od znovuzařazení tenisu na olympijské hry v roce 1988.
Na žebříčku ATP pro dvouhru byl nejvýše klasifikován na 9. místě (13. září 2004).

## Utkání o olympijské medaile

### Mužská dvouhra: 1 (1 zlato)
| Stav  | rok  | místo konání  | povrch | soupeř     | výsledek                |
| ----- | ---- | ------------- | ------ | ---------- | ----------------------- |
| Zlato | 2001 | Athény, Řecko | tvrdý  | Mardy Fish | 6–3, 3–6, 2–6, 6–3, 6–4 |

### Mužská čtyřhra: 1 (1 zlato)
| Stav  | rok  | místo konání  | povrch | spoluhráč         | soupeři                         | výsledek                     |
| ----- | ---- | ------------- | ------ | ----------------- | ------------------------------- | ---------------------------- |
| Zlato | 2004 | Athény, Řecko | tvrdý  | Fernando González | Nicolas Kiefer Rainer Schüttler | 6–2, 4–6, 3–6, 7–6(9–7), 6–4 |

## Finálové účasti na turnajích ATP (18)

### Dvouhra - výhry (6)
| Legend                            |
| Grand Slam (0)                    |
| ATP World Tour Finals (0)         |
| Olympic Gold (1)                  |
| ATP Masters Series (0)            |
| ATP International Series Gold (1) |
| ATP Tour (4)                      |

| Titles podle povrchu |
| Tvrdý (1)            |
| Antuka (5)           |
| Tráva (0)            |
| Koberec (0)          |

| Č. | Datum             | Turnaj                    | Povrch | Soupeř ve finále   | Výsledek            |
| 1. | 24. únor 2002     | Buenos Aires, Argentina   | antuka | Agustín Calleri    | 2-6 7-65 6-2        |
| 2. | 20. červenec 2003 | Amersfoort, Nizozemsko    | antuka | Raemon Sluiter     | 6-4 7-63 6-2        |
| 3. | 28. září 2003     | Palermo, Itálie           | antuka | Paul-Henri Mathieu | 1-6 6-2 7-6         |
| 4. | 25. červenec 2004 | Kitzbühel, Rakousko       | antuka | Gastón Gaudio      | 7-63 6-4            |
| 5. | 22. srpen 2004    | Atény 2004, Řecko         | tvrdý  | Mardy Fish         | 6-3 3-6 2-6 6-3 6-4 |
| 6. | 26. únor 2006     | Costa Do Sauipe, Brazílie | antuka | Alberto Martín     | 6-3 6-4             |

### Dvouhra - prohry (9)
| Č. | Datum             | Turnaj                 | Povrch | Soupeř ve finále    | Výsledek    |
| 1. | 7. květen 2000    | Orlando, USA           | antuka | Fernando González   | 2-6 3-6     |
| 2. | 7. leden 2001     | Adelaide, Austrálie    | tvrdý  | Tommy Haas          | 3-6 1-6     |
| 3. | 27. červenec 2003 | Kitzbühel, Rakousko    | antuka | Guillermo Coria     | 1-6 4-6 2-6 |
| 4. | 14. září 2003     | Bukurešť, Rumunsko     | antuka | David Sánchez       | 2-6 2-6     |
| 5. | 19. říjen 2003    | Madrid, Španělsko      | tvrdý  | Juan Carlos Ferrero | 3-6 4-6 3-6 |
| 6. | 5. únor 2006      | Viña del Mar, Chile    | antuka | José Acasuso        | 4-6 3-6     |
| 7. | 30. duben 2006    | Casablanca, Maroko     | antuka | Daniele Bracciali   | 1-6 4-6     |
| 8. | 23. červenec 2006 | Amersfoort, Nizozemsko | antuka | Novak Đoković       | 6-75 4-6    |
| 9. | 4. únor 2007      | Viña del Mar, Chile    | antuka | Luis Horna          | 5-7 3-6     |

### Čtyřhra - výhry (1)
| Č. | Datum          | Turnaj            | Povrch | Partner           | Soupeři ve finále               | Výsledek             |
| 1. | 22. srpen 2004 | Atény 2004, Řecko | tvrdý  | Fernando González | Nicolas Kiefer Rainer Schüttler | 6-2 4-6 3-6 7-67 6-4 |

### Čtyřhra - prohry (2)
| Č. | Datum             | Turnaj                 | Povrch | Partner            | Soupeři ve finále        | Výsledek |
| 1. | 7. březen 2004    | Acapulco, Mexiko       | antuka | Juan Ignacio Chela | Bob Bryan Mike Bryan     | 2-6 3-6  |
| 2. | 24. červenec 2005 | Amersfoort, Nizozemsko | antuka | Fernando González  | Martín García Luis Horna | 4-6 4-6  |